# Tratado Hay-Herrán

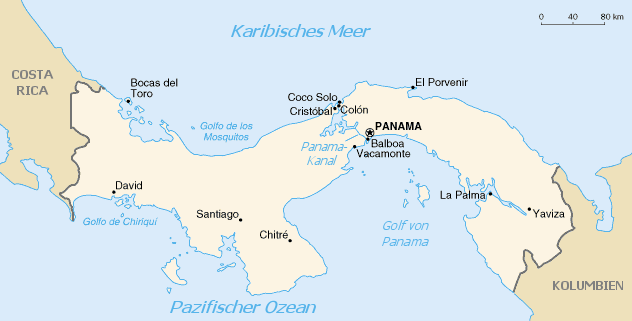
Localização do canal do Panamá

O Tratado Hay-Herran foi assinado em 22 de Janeiro de 1903 pelos Estados Unidos e pela Colômbia.
Pelo tratado, os Estados Unidos adquiriam o direito sobre uma faixa de 6 milhas (cerca de 9 km) durante 99 anos renováveis, através do Panamá (que, naquela época, era território pertencente à Colômbia) por 10 milhões de dólares, além de um pagamento anual de 250 mil dólares   . Apesar de o tratado ter sido ratificado pelo senado dos Estados Unidos em 14 de março, ele não passou pelo senado colombiano. 
Observadores, mais tarde, observaram que isso ocorreu principalmente porque Herran negociara o tratado com pouca supervisão governamental ou legislativa, e também foi mencionado que vários políticos e congressistas julgaram o valor pago muito baixo, considerando-se que os Estados Unidos estavam dispostos a pagar 40 milhões de dólares à New Panama Canal Company  . 
O governo dos Estados Unidos não queria renegociar o tratado com a Colômbia ou modificar as somas envolvidas. Assim, no que foi então, e ainda hoje é, um movimento polêmico, Roosevelt deu a entender aos rebeldes panamenhos que, se eles se revoltassem contra a Colômbia, a marinha estado-unidense apoiaria a causa de independência panamenha. O Panamá acabou por proclamar sua independência em 3 de Novembro de 1903, e o U.S.S. Nashville, em águas panamenhas, impediu toda e qualquer interferência colombiana. 
Quando as lutas começaram, Roosevelt ordenou à Marinha estado-unidense estacionar navios de guerra perto da costa panamenha para "exercícios de treinamento". Muitos argumentam que o medo de uma guerra contra os Estados Unidos obrigou os colombianos a evitarem uma oposição séria ao movimento de independência. Os panamenhos vitoriosos devolveram o favor a Roosevelt permitindo aos Estados Unidos o controle da zona do canal do Panamá em 23 de Fevereiro de 1904 por 10 milhões de dólares (como previsto no Tratado Hay-Bunau-Varilla, assinado em 18 de Novembro de 1903). 